# Trolejbusová doprava v Lublinu

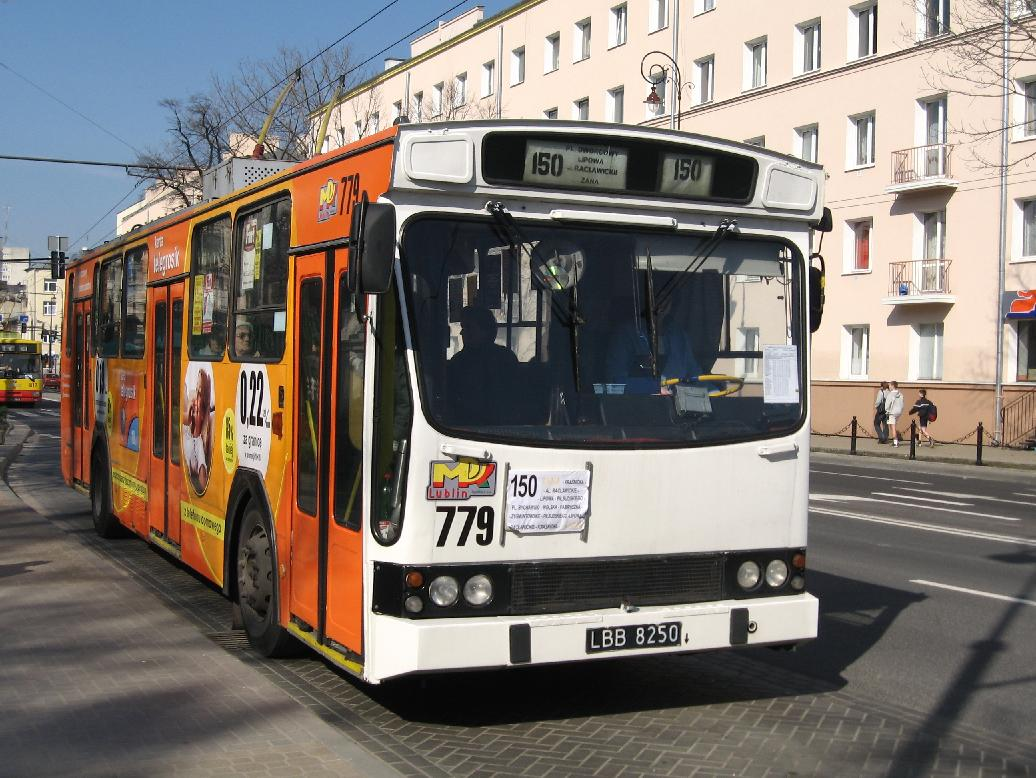
Trolejbus Jelcz PR 110 E v aleji Lipowa

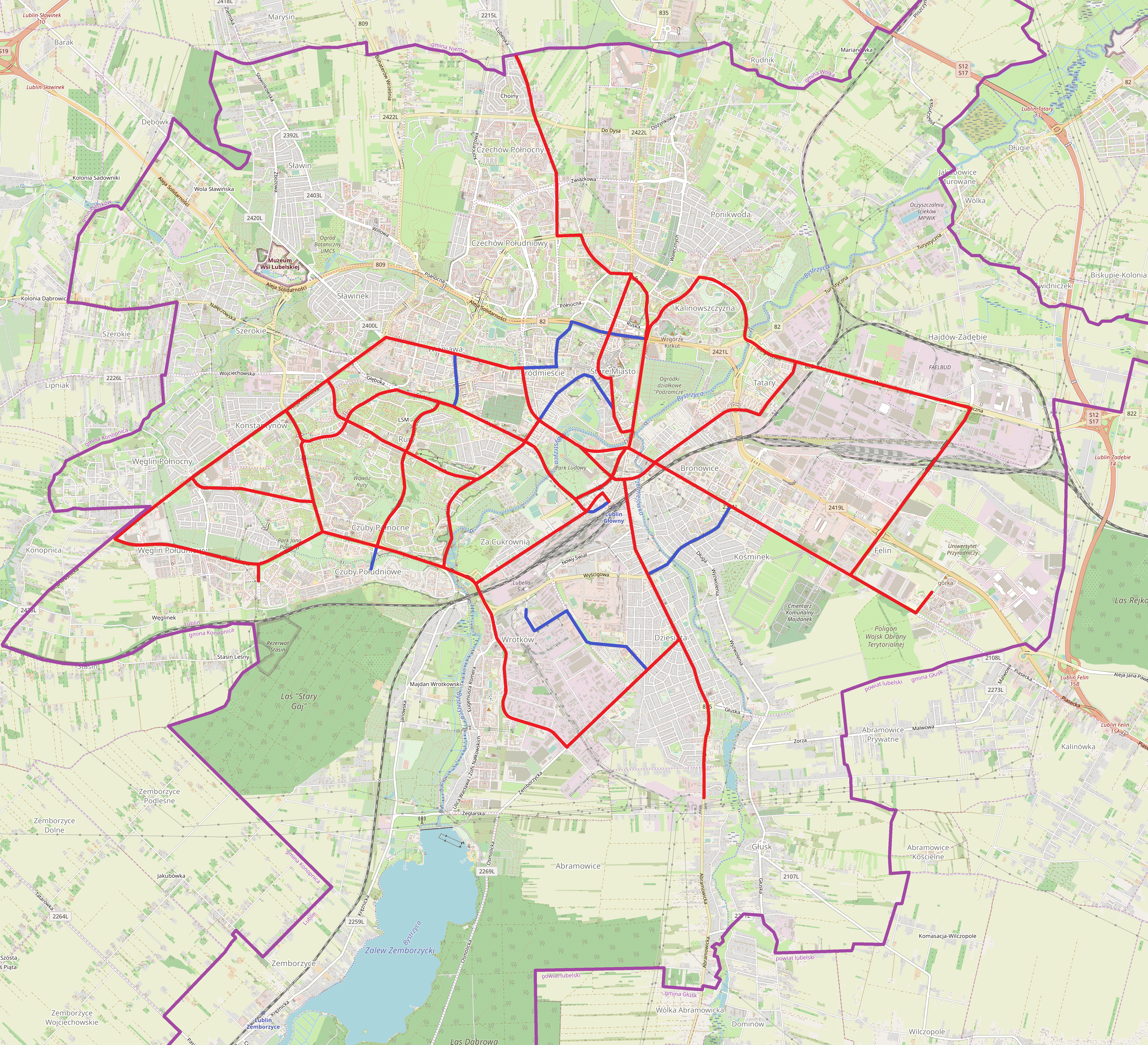
Mapa trolejbusových tratí v Lublinu (stav k 24. 12. 2019)

Lublin je jedním ze tří polských měst, kde je v současnosti provozována trolejbusová doprava. Dopravcem je Miejskie Przedsiębiorstwo Komunikacyjne sp. z o.o.. V provozu je 8 linek. Trolejbusy spojují centrum města především s městskými částmi Abramowice, Majdanek, Węglin, LSM a ulicí Chodźki. Linky mají čísla od 150 výše.
Stavba lublinské trolejbusové sítě začala roku 1952, první úseky byly dány do provozu 21. července 1953. Roku 1964 měla síť již 10 linek, o pět let později již 15. Útlum nastal po přestavbě ulice Krakowskie Przedmieście na pěší zónu roku 1994. 17. prosince 2007 byla otevřena nová trolejbusová trať v ulicích Orkana, Armii Krajowej, Bohaterów Monte Cassino, Wilenska a Głęboka. V roce 2008 by se měly rozběhnout práce na prodloužení tratě v Abramowicích a také na trati z Majdanek na Felin. Páteř MHD v Lublinu však nadále tvoří autobusová doprava.

## Vozový park
Zpočátku byla používána byla československá (Škoda 9Tr) a sovětská (ZiU-9) vozidla; v ledeu 2008 vlastnil dopravní podnik 61 trolejbusů Jelcz PR110E, 120MT a 120MTE. V prosinci 2007 byly zprovozněny první tři nízkopodlažní trolejbusy Solaris Trollino 12.
| Obrázek              | Typ                 | Modifikace a podtypy                                                                     | Dodávky v letech | Počet (k roku 2021) |
| -------------------- | ------------------- | ---------------------------------------------------------------------------------------- | ---------------- | ------------------- |
| Solaris Trollino 12S | Solaris Trollino 12 | Solaris Trollino 12M, Solaris Trollino 12AC, Solaris Trollino 12S, Solaris Trollino 12MB | 2007–2013        | 52                  |
|                      | MAZ-ETON T203       | MAZ-ETON T203                                                                            | 2010             | 1                   |
|                      | Jelcz M121E4        | Jelcz M121E4                                                                             | 2011             | 3                   |
| Bogdan T701.16       | Bogdan T701         | Bogdan–Ursus T701.16                                                                     | 2013–2015        | 38                  |
| Solaris Trollino 18M | Solaris Trollino 18 | Solaris Trollino 18M, Solaris Trollino 18 IV Medcom                                      | 2014–2021        | 27                  |
| Ursus CS18T          | Ursus CS18T         | Ursus CS18T                                                                              | 2018             | 15                  |